# Пан редактор скаженіє
«Пан редактор скаженіє» (пол. Pan redaktor szaleje) — польський чорно-білий фільм, комедія 1937 року.

## Сюжет
Музична комедія помилок у любовному чотирикутнику: з одного боку — молода жінка (автор книги), яка потребує виправлення в газеті, та її сестра; з іншого — головний редактор газети та її друг. Флірт серед забавних угод із банкірами із Шотландії, лижами, реальними і фальшивими ведмедями.[стиль].

## У ролях
- Адам Бродзіш
- Антоні Фертнер
- Станіслав Селянський
- Мечислава Цвикліньська
- Марія Боґда
- Рената Радоєвська
- Юзеф Орвід
- Міхал Халіч
- Лех Оврон
- Фелікс Жуковський
- Анджей Богуцький
- Амелія Роттер-Ярнінська